# 世にも奇妙な物語 20周年スペシャル・春 〜人気番組競演編〜
『世にも奇妙な物語 20周年スペシャル・春 〜人気番組競演編〜』（よにもきみょうなものがたり 20しゅうねんスペシャル・はる にんきばんぐみきょうえんへん）は、2010年4月4日（日）21:00 - 23:09にフジテレビ系列で放送された「世にも奇妙な物語」の特別編。視聴率は14.2%。

## 概要
シリーズ20周年記念作品として製作。今作では『ちびまる子ちゃん』『爆笑レッドカーペット』『はねるのトびら』『めざましテレビ』といった人気番組に加え、スペシャルドラマ『わが家の歴史』とのコラボを果たす。また、1991年秋に放送された『ニュースおじさん』が、『めざましテレビ』とのコラボで『ニュースおじさん、ふたたび』というタイトルで復活した。『台詞の神様』では、三谷幸喜が脚本に加え脚本家役として主演した。

## ニュースおじさん、ふたたび
1991年10月3日に『世にも奇妙な物語 秋の特別編 (1991年)』で放送された「ニュースおじさん」の続編。
- 主演 - 香里奈

## ナデ様の指輪

### ストーリー
『はねるのトびら』の人気コーナー『ほぼ100円ショップ』の収録を終えた塚地は、そのコーナーで100円で購入した指輪を気に入り、スタッフから譲ってもらう事にした。後日、その指輪をはめていた塚地は指輪が抜けなくなってしまった為そのまま過ごす事になるが、その日からCMに起用されたり、映画に出演する事が決まったりと幸運な出来事が次々と起きるようになる。そんなある日、塚地の前に奇妙な老婆と塚地を「ナデ様」と呼ぶ老人達が現れ、塚地は老婆から指輪の秘密を知らされることになる。

### キャスト
- 塚地武雅（ドランクドラゴン） - 塚地武雅
- AD佐藤 - コッセこういち
- マネージャー - 明樂哲典
- 潮田玲子 - 潮田玲子
- 大泉誠一郎 - 長谷川初範
- 七尾 - 工藤俊作
- 野島 - 久保晶
- 少女 - 川島鈴遥
- 老婆 - 佐々木すみ江

以下は本人役
- 西野亮廣、梶原雄太（キングコング）
- 山本博、秋山竜次（ロバート）
- 鈴木拓（ドランクドラゴン）
- 虻川美穂子、伊藤さおり（北陽）
- 堤下敦、板倉俊之（インパルス）

### スタッフ
- 脚本：大久保ともみ
- 演出：佐藤源太

協力
- 演出・プロデュース：近藤真広（はねるのトびら）
- プロデューサー：田村朋子（はねるのトびら）

## もうひとりのオレ

### ストーリー
『爆笑レッドカーペット』の収録に参加していた藤本は、相方の原西から後輩の芸人がまた出世したと聞かされ、後輩達が自分を抜いて出世していく事を快く思わない日々を送っていた。そんなある日、藤本は後輩の芸人から身に覚えのない借金の催促をされたことをきっかけに、次々に身に覚えのない事を周囲の人々から言われるようになる。そんな事が続いたある日の夜、仕事を終えて家に帰った藤本は自分と瓜二つの男に出会った。翌日からもう一人の藤本は本物の藤本に代わってテレビに出演するようになり、本物の藤本とは対照的に徐々に売れるようになるが…。

### キャスト
- 藤本敏史（FUJIWARA）・もう一人の藤本 - 藤本敏史（二役）
- 原西孝幸（FUJIWARA） - 原西孝幸
- ディレクター - 三島ゆたか
- アンビリバボーのナレーション - 鈴木英一郎

以下は本人役
- 今田耕司（特別出演）
- 高橋克実
- 中村仁美（フジテレビアナウンサー）
- くまだまさし
- 椿鬼奴
- 吉田サラダ（ものいい）
- 横山きよし（ものいい）
- もう中学生
- 池田一真（しずる）
- 村上純（しずる）

### スタッフ
- 脚本：丸茂周
- 演出：木下高男

協力
- プロデューサー：朝妻一（爆笑レッドカーペット）

### 備考
話の転換点として『奇跡体験!アンビリバボー』が劇中劇の形式で使われているが、コラボ対象となる番組ではないためビートたけし他レギュラー出演者は出演せず、2005年ごろまで使われていたオープニングのタイトルロゴが出た後、当時の主なナレーション担当だった鈴木英一郎によるナレーションが流れる、という形を取っている。

## まる子と会える町

### ストーリー
楠本一郎は、ある日長年勤めていた会社から突然リストラを宣告され、無職になってしまう。新しい仕事を探し始めた楠本だったが、仕事探しはなかなかうまく行かず、結婚して家庭を築いていた一人娘に自分がリストラされた事を報告してもつれなくされてしまう。ある日、面接を受けた帰りに電車の中で眠ってしまい、終点の駅まで乗り過ごしてしまった楠本は見知らぬ町に迷い込み、そこで一人の少女に出会う。その少女は、『ちびまる子ちゃん』の主人公・まる子だった。

### キャスト
- 楠本一郎 - 西田敏行
- 新田康子 - 芳本美代子
- 新田智彦 - 猪野学
- 楠本里美 - 工藤時子
- 新田結衣 - 大野百花
- ハローワーク担当 - 三上哲

#### 声の出演
以下、主人公が迷い込んだアニメ（『ちびまる子ちゃん』）の世界で登場。
- 楠本一郎 - 西田敏行
- まる子 - TARAKO
- おじいちゃん - 青野武
- お父さん - 屋良有作
- お母さん - 一龍斎貞友
- おばあちゃん - 佐々木優子
- お姉ちゃん - 水谷優子
- たまちゃん - 渡辺菜生子

### スタッフ
- 脚本：正岡謙一郎
- 演出：小林義則

アニメーション協力
- 演出：市橋佳之
- 作画監督：西山映一郎
- プロデューサー：落合智
- 脚本協力：多田弘子（さくらプロダクション）
- さくらプロダクション / 日本アニメーション

### 備考
- 物語の初め、主人公の楠本一郎やその孫が見ていた「ちびまる子ちゃん」は本番組放映当日（2010年4月4日）に放映された作品。

## 台詞の神様

### ストーリー
ドラマ『わが家の歴史』の脚本を執筆していた三谷は、ドラマのクライマックスの台詞がなかなか思いつかずにいた。台詞を考えるためにホテルに泊まっていた三谷は、ある日「わが家の歴史」に出演する柴咲コウにそっくりなルームサービスの女性に出会い、彼女に台本を読んでもらえば良い台詞が思いつくのではないかと考える。果たして、「台詞の神様」は三谷に降りてきてくれるのか？

### キャスト
- 男 - 三谷幸喜
- 女・政子・ポニータ - 柴咲コウ
- 大蔵 - 佐藤浩市

### スタッフ
- 脚本：三谷幸喜
- 「わが家の歴史」音楽：服部隆之
- プロデュース：重岡由美子、永井麗子
- 演出：河野圭太

## 各話リスト
| 話数  | サブタイトル               | 脚本         | 監督     | 主演     | 原作   | コラボ番組           | 視聴率 |
| ----- | -------------------------- | ------------ | -------- | -------- | ------ | -------------------- | ------ |
| 第1話 | ニュースおじさん、ふたたび | 保田良太     | 都築淳一 | 香里奈   | 大場惑 | めざましテレビ       | 14.6%  |
| 第2話 | ナデ様の指輪               | 大久保ともみ | 佐藤源太 | 塚地武雅 | -      | はねるのトびら       | 14.6%  |
| 第3話 | もうひとりのオレ           | 丸茂周       | 木下高男 | 藤本敏史 | -      | 爆笑レッドカーペット | 14.6%  |
| 第4話 | まる子と会える町           | 正岡謙一郎   | 小林義則 | 西田敏行 | -      | ちびまる子ちゃん     | 14.6%  |
| 第5話 | 台詞の神様                 | 三谷幸喜     | 河野圭太 | 三谷幸喜 | -      | わが家の歴史         | 14.6%  |